# Ericameria ericoides
Ericameria ericoides là một loài thực vật có hoa trong họ Cúc. Loài này được (Less.) Nutt. ex Jeps. mô tả khoa học đầu tiên năm 1901.